# Amaro Pargo
Amaro Rodríguez Felipe y Tejera Machado (bolj znan kot Amaro Pargo), španski gusar, * 3. maj 1678, San Cristóbal de La Laguna, Tenerife, † 4. oktober 1747, San Cristóbal de La Laguna, je bil eden najbolj proslulih gusarjev in najvidnejših osebnosti Španije osemnajstega stoletja.
Postal je znan zaradi svojih trgovskih sposobnosti in pogostih darov cerkvi in revnim. Na lastno roko je nadzoroval plovbo med Cádizom in Karibi, pri tem pa večkrat napadal ladje, ki so pripadale sovražnikom španske krone (predvsem 
Anglije in Nizozemske), Še za svojega življenja si je prislužil priznanje za svoj pogum, tako da so  začeli nanj gledati kot na "španskega Francis Drakea". Zaradi zaslug za špansko krono in državo je leta 1725 dobil naziv Caballero hidalgo, leta 1727 pa je potrdilo o plemstvu in kraljevem grbu.. Umrl je 4. oktobra 1747 v svojem domačem kraju. Pokopan je bil v samostanu San Domingo de Guzmán de San Cristóbal de La Laguna.